# Mas del Gasull
El Mas del Gasull o Mas del Gassull, és una obra del municipi de Reus (Baix Camp) inclosa en l'Inventari del Patrimoni Arquitectònic de Catalunya.

## Descripció
Situat a la vora dreta del barranc de la Font dels Capellans, entre el camí de la Bassa Nova i el Passeig de la Boca de la Mina. Es tracta d'una edificació aïllada, un habitatge unifamiliar de dues plantes. És de planta rectangular amb l'eix de simetria en sentit sud-est nord-oest. Està format per planta baixa, pis i golfes. Presenta una torre de planta quadrada a l'angle sud, corresponent a la caixa d'escala. L'accés principal és a la façana sud-est. Les obertures estan compostes ordenadament segons l'eix principal (algunes finestres són simulades). Hi ha un balcó damunt de la porta principal i una terrassa a la façana posterior. Les baranes presenten balustres. Els acabats exteriors són en forma d'estucat alternant faixes horitzontals d'obra vista amb faixes llises a la planta baixa, i simulant obra vista al primer pis. Les obertures estan emmarcades i té una coberta inclinada de fort pendent a la part central, la torre i la part nord-est, amb teula plana ceràmica i careners vidriats. A la resta el terrat és a la catalana. El mirador de la torre està decorat interiorment amb motius geomètrics. Hi ha fusta al frontó sud-est.

## Història
El mas era de la família de Fèlix Gassull i Roig, dedicat a la comercialització d'olis, que havia fet societat amb el seu germà, propietari de la Casa Gasull. La primera datació, 1895, correspon a la construcció de la tanca al Passeig de la Boca de la Mina, sense firma. Cap als anys setanta s'hi va instal·lar l'«Escola Mowgli».